# Papillaria albicans
Papillaria albicans là một loài Rêu trong họ Meteoriaceae. Loài này được (Schwägr.) Loeske miêu tả khoa học đầu tiên năm 1907.